# Chthoneis stuarti
Chthoneis stuarti is een keversoort uit de familie bladkevers (Chrysomelidae). De wetenschappelijke naam van de soort werd in 1925 gepubliceerd door Bowditch.